# مانینی میشرا
مانینی میشرا (به انگلیسی: Manini Mishra) بازیگر هندی است.
از کارهای معروف او می‌توان به بازی در فیلم هفت و نیم دور و سریال ساخته‌شده در بهشت اشاره کرد.